# Север (Кошиці)
Север (словац. Sever) — міська частина, громада округу Кошиці I (округ), Кошицький край. Кадастрова площа громади — 54.58 км².
Населення 20152 особи (станом на 31 грудня 2020 року).

## Історія
Север згадується 1364 року.

## Географія
Протікає річка Чрмель.